# Абел-Фигейреду

Абел-Фигейреду на карте штата.

Абел-Фигейреду (порт. Abel Figueiredo) — муниципалитет в Бразилии, входит в штат Пара. Составная часть мезорегиона Юго-восток штата Пара. Входит в экономико-статистический микрорегион Парагоминас. Население составляет 6780 человек на 2010 год. Занимает площадь 614,131 км². Плотность населения — 11,04 чел./км².

## История
Город основан 27 декабря 1991 года. 

## Демография
Согласно сведениям, собранным в ходе переписи 2010 г. Национальным институтом географии и статистики (IBGE), население муниципалитета составляет:
| Полное население                               | Полное население                               | Полное население                               | Полное население                               | 6780  |
| ---------------------------------------------- | ---------------------------------------------- | ---------------------------------------------- | ---------------------------------------------- | ----- |
| в том числе:                                   | Городское население                            | 6034                                           | Процент городского населения, %                | 89,00 |
|                                                | Сельское население                             | 746                                            | Процент сельского населения, %                 | 11,00 |
|                                                | Мужское население                              | 3533                                           | Процент мужского населения, %                  | 52,11 |
|                                                | Женское население                              | 3247                                           | Процент женского населения, %                  | 47,89 |
| Плотность населения, чел/км²                   | Плотность населения, чел/км²                   | Плотность населения, чел/км²                   | Плотность населения, чел/км²                   | 11,04 |
| Население муниципалитета в % к населению штата | Население муниципалитета в % к населению штата | Население муниципалитета в % к населению штата | Население муниципалитета в % к населению штата | 0,09  |

По данным оценки 2015 года, население муниципалитета составляет 7126 жителей.

## Статистика
- Валовой внутренний продукт на 2003 год составляет 44 577 440,00 реалов (данные: Бразильский институт географии и статистики).
- Валовой внутренний продукт на душу населения на 2003 год составляет 6762,35 реалов (данные: Бразильский институт географии и статистики).
- Индекс развития человеческого потенциала на 2000 год составляет 0,704 (данные: Программа развития ООН).

## Важнейшие населённые пункты
| № | Населённый пункт | Населённый пункт (порт.) | Категория | Население чел. (2010) | На карте                       |
| - | ---------------- | ------------------------ | --------- | --------------------- | ------------------------------ |
| 1 | Абел-Фигейреду   | Abel Figueiredo          | город     | 6034                  | 4°57′07″ ю. ш. 48°23′47″ з. д. |